# Інфрачервона система космічного базування

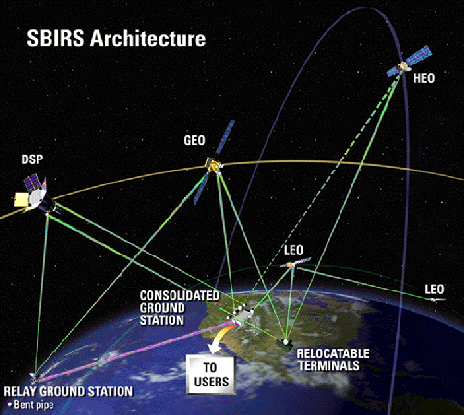
Конфігурація систем SBIRS: компоненти GEO, HEO та Low.

Інфрачервона система космічного базування (Space-Based Infrared System — SBIRS ) — це система космічних сил США, призначена для задоволення потреб Міністерства оборони США в інфрачервоному космічному спостереженні протягом перших двох-трьох десятиліть 21-го століття. Програма SBIRS розроблена для надання ключових можливостей у сферах попередження про ракети, протиракетної оборони, визначення характеристик бойового простору та технічної розвідки через супутники на геосинхронній навколоземній орбіті (GEO), датчики, розміщені на супутниках на високоеліптичній орбіті (HEO) і наземну обробку та контроль даних.
Загалом було запущено дванадцять супутників із корисним навантаженням SBIRS або STSS : SBIRS GEO-1 ( USA-230, 2011), SBIRS GEO-2 ( USA-241, 2013), SBIRS GEO-3 ( USA-273, 2017), SBIRS GEO-4 ( USA-282, 2018), SBIRS GEO-5 ( USA-315, 2021), SBIRS GEO-6 ( USA-336, 2022), SBIRS HEO-1 ( USA-184, 2006), SBIRS HEO -2 ( USA-200, 2008), SBIRS HEO-3 ( USA-259, 2014), STSS-ATRR ( USA-205, 2009), STSS Demo 1 ( USA-208, 2009) і STSS Demo 2 ( USA- 209, 2009). Контракт на виробництво SBIRS GEO-5 і SBIRS GEO-6 було укладено в 2014 році. Фінансування SBIRS GEO-7 та SBIRS GEO-8 було припинено у 2019 році. 

## Передумови
Ґрунтуючись на досвіді запуску Іраком ракет малої дальності під час війни в Перській затоці 1991 року, Міністерство оборони США дійшло висновку про необхідність розширення можливостей попередження про ракетний напад на театрі воєнних дій і почало планувати удосконалення інфрачервоного супутникового визначення, яке б підтримувало на театрі воєнних дій операції з попередження і оборони як стратегічних балістичних ракет великої дальності, так і балістичних ракет малої дальності. У 1994 році Міністерство оборони США вивчило різні потреби в інфрачервоних космічних засобах, зокрема, для попередження і оборони від балістичних ракет, технічної розвідки і визначення характеристик поля бою, і обрало SBIRS для заміни та розширення можливостей, наданих Програмою підтримки оборони (DSP). Супутники DSP оснащені інфрачервоними детекторами, які можуть сприймати ракетні шлейфи, і забезпечують раннє попередження про запуски балістичних ракет великої дальності вже понад 30 років. Міністерство оборони раніше намагалося замінити DSP на:
- Систему попередження про ракетний напад Advanced Warning System на початку 1980-х років
- Систему спостереження і стеження Boost Surveillance and Tracking System наприкінці 1980-х років
- Систему раннього попередження Follow-on Early Warning System на початку 1990-х років

За даними Управління урядової звітності (GAO), ці спроби зазнали невдачі через незрілість технологій, високу вартість і проблеми з доступністю. SBIRS має використовувати більш досконалі інфрачервоні технології, ніж DSP, для покращення виявлення запусків стратегічних балістичних ракет і балістичних ракет театру воєнних дій, а також для виконання функції відстеження ракет.
Початковий контракт складався з 2 супутникових датчиків SBIRS HEO і 2-3 датчиків (і супутників) SBIRS GEO з опціоном на придбання загалом 5 супутників GEO. В рамках програми планувалося доповнити її супутниками на низькій навколоземній орбіті (LEO) (SBIRS-Low), але це було перенесено в програму Космічної системи стеження і спостереження (Space Tracking and Surveillance System - STSS).
SBIRS продовжує боротися з перевитратою коштів, причому порушення закону Нанна-МакКерді мали місце у 2001 та 2005 роках. До вересня 2007 року очікувана вартість проєкту зросла до 10,4 млрд доларів США..   У грудні 2005 року, після третього порушення Нанна-МакКерді, уряд вирішив провести конкурс між SBIRS GEO-4 та SBIRS GEO-5, з можливістю викупу контингенту SBIRS GEO-3 за результатами роботи перших двох.
2 червня 2009 року компанія компанія Lockheed Martin оголосила, що отримала контракт на третій супутник SBIRS HEO і третій супутник SBIRS GEO, а також на відповідні модифікації наземного обладнання. 10 липня 2009 року Lockheed Martin отримала від ВПС США 262,5 млн доларів США як авансовий платіж на купівлю четвертого супутника. Перший супутник програми SBIRS GEO, SBIRS GEO-1, був  7 травня 2011 успішно запущений з мису Канаверал ракетою-носієм Atlas V.[3] У червні 2014 Lockheed Martin отримала контракт від ВПС США на створення супутників SBIRS GEO-5 і SBIRS GEO-6 вартістю 1,86 млрд доларів США.   
Бюджет на 2021 фінансовий рік виділяє 2,5 мільярда доларів США на SBIRS для Космічних сил США . 

## SBIRS High

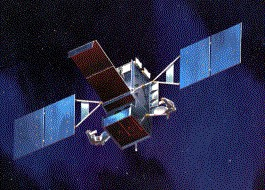
SBIRS High GEO

SBIRS High (тепер також називається просто "SBIRS") складається з чотирьох виділених супутників, що працюють на геосинхронній навколоземній орбіті, і датчиків на двох головних супутниках, що працюють на високоеліптичній орбіті. SBIRS High замінить супутники Програми підтримки оборони (DSP) і призначений головним чином для забезпечення розширених можливостей попередження про балістичні ракети в стратегічному плані та на театрі бойових дій. SBIRS High GEO 1 був запущений 7 травня 2011 року.  Два датчики SBIRS, розміщені на двох класифікованих супутниках на високоеліптичній орбіті, вже були запущені  ймовірно, як частина запусків NROL-22 (США 184) і NROL-28 (США 200) у 2006 і 2008 роках   Аналітики вважають, що USA 184 і USA 200 є супутниками ELINT сімейства JUMPSEAT і TRUMPET ; Повідомлялося, що TRUMPET мав інфрачервоний датчик під назвою HERITAGE .
Головним підрядником для SBIRS є Lockheed Martin, а Northrop Grumman – основним субпідрядником. Lockheed Martin також надає супутник для SBIRS GEO. Очікуване розгортання системи було відкладено з грудня 2009 року на 2011 рік через проблеми з виготовленням системних компонентів Lockheed, включаючи невирішені збої в програмному забезпеченні та кілька зламаних паяних з’єднань у закупленому субпідрядником вузлі гіроскопа на першому космічному кораблі, який будувався. 
Існували побоювання, що подальше перенесення запуску на кінець 2011 року призведе до конфлікту із запланованими запусками космічного корабля НАСА «Юнона» та Марсіанської наукової лабораторії, які використовуватимуть ту саму стартову установку.  Однак перший запуск GEO, SBIRS GEO-1, був успішно проведений 7 травня 2011 року. 
Згідно зі звітом Reuters, перші два супутники SBIRS GEO почали роботу в 2013 році.  SBIRS GEO-3 було запущено 20 січня 2017 року  , а SBIRS GEO-4 було успішно розгорнуто 20 січня 2018 року  У 2017 році ВВС Сполучених Штатів запросили 1,4 мільярда доларів США на 2018 фінансовий рік для SBIRS, а також кошти для попередньої закупівлі SBIRS 7 і 8.  Тоді як у 2019 фінансовому році для SBIRS було виділено 643 мільйони доларів США, фінансування для SBIRS 7 і 8 було скасовано на користь нової програми NG-OPIR (Next Generation Overhead Persistent Infrared). Залишалися плани запустити SBIRS GEO-5 у 2021 році та SBIRS GEO-6 у 2022 році.  SBIRS GEO-5 був успішно запущений 18 травня 2021 року  тоді як SBIRS GEO-6 був успішно запущений 4 серпня 2022 року   

## SBIRS Low (система космічного стеження та спостереження)

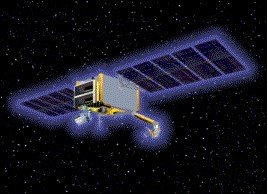
SBIRS Low

Контракт SBIRS Low тепер контролюється Агентством протиракетної оборони (MDA) і був перейменований на систему космічного стеження та спостереження (Space Tracking and Surveillance System STSS).

### Початкова SBIRS Low
Спочатку передбачалося, що програма SBIRS Low складатиметься з приблизно 24 супутників на низькій навколоземній орбіті. Основним призначенням SBIRS Low було відстеження балістичних ракет; з розрізненням боєголовок та інших об'єктів, таких як приманки, які відокремлюються від корпусів ракет протягом середньої частини їх польоту. Система повинна була мати два основних датчики, які координуються бортовим комп’ютером:
- скануючий інфрачервоний датчик, призначений для виявлення балістичних ракет на ранніх етапах польоту, а також
- інфрачервоний датчик відстеження, призначений для відстеження ракет, боєголовок та інших об’єктів, таких як уламки та приманки, на середньому та наступному етапах польоту. Датчик стеження буде охолоджуватися до дуже низьких температур.

У початковому графіку розгортання SBIRS Low планувалася на 2010, дату, коли було сказано, що її можливості потрібні Національній системі протиракетної оборони.

### Система космічного стеження та спостереження
У 2001 році Агентство протиракетної оборони (Missile Defense Agency) оцінило програми, необхідні для національної системи протиракетної оборони (BMDS), і виявило, що їх бракує у відносно новій космічній сфері. MDA вирішило поглинути угруповання SBIRS Low на дуже ранніх стадіях розробки та перейменувало програму в систему космічного стеження та спостереження (STSS). Цей перехід дещо змінив напрямок програми, але загальна місія залишилася незмінною — виявлення та супроводження балістичних ракет на всіх етапах польоту.